# Allonothrus foveolatus
Allonothrus foveolatus är en kvalsterart som beskrevs av Pérez-Íñigo och Baggio 1988. Allonothrus foveolatus ingår i släktet Allonothrus och familjen Trhypochthoniidae. Inga underarter finns listade i Catalogue of Life.